# Yueh Hai Chingtempel
Yueh Hai Chingtempel is een taoïstische tempel in Singapore. Het ligt aan de Phillip Street in de Downtown Core.
Hong San See werd in 1850 en 1855 gebouwd door Chaozhounezen. Yueh Hai Chingtempel is Singapore's oudste taoïstische tempel. Qing-dynastie keizer Guang Xu schonk een plakkaat een de tempel in 1907. De tempel werd een nationaal monument op 28 juni 1996. De tempel eert Xuan Tian Shang Di en Tian Hou. Het altaar van Xuan Tian Shang Di werd vanuit China overgebracht naar deze tempel in 1852.